# Музеј града Бачка Паланка
Градски музеј у Бачкој Паланци је установа културе која се налази у оквиру Културног центра Бачке Паланке и своја врата за посетиоце отворио је 12.04.1983. године, а у њему се налази 8.000 предмета похрањених у археолошкој, палеонтолошкој, нумизматичкој, етнолошкој, историјској и ликовној збирци. Почев од 12.3.2020. године, Покрајински завод за заштиту споменика културе бринуће о музеју у Бачкој Паланци.

## Историјат
Први озбиљни музеолошки рад на територији данашње општине Бачке Паланке започет је оснивањем Аматерске музеолошке секције југозападне Бачке 1968. године.
Чланови секције уз стручно вођство Музеја Војводине, Музеја града Новог Сада, Музеја Славоније и Покрајинских завода за заштиту споменика и завода за заштиту природе САП Војводине својим интензивним радом допринели су оснивању прве музејске збирке 1979. године у Бачкој Паланци. Збирку је чинило: 5 000 примерака старог новца, 30 000 старих докумената и акта, 500 старих књига из осамнаестог и деветнаестог века, 5 000 предмета пронађених на археолошким ископавањима, 1 000 предмета везаних за палеонтологију и геологију, 500 етнолошких предмета и 100 одликовања и ситних предмета различите намене.
Током 1983. Скупштина Општине Бачке Паланке доноси одлуку о формирању Музејске јединице у Бачкој Паланци. Са радом званично је почела 12.4.1983. године у оквиру Радне заједнице СИЗ-а за културу Бачке Паланке. Била је смештена у кући Беле Реселија на адреси Жарка Зрењанина број 54. Имала је четири целине: 1. природњачко одељење, 2. археолошко и нумизматичко одељење, 3. етнолошко и одељење радничког и Народноослободилачког покрета.
Од 1992. музејска јединица постаје део Установе за културу Хазар, док 1997. добија данашњи Статут. У јануару 2002. године Музејска јединица сели се на адресу Трг братства и јединства број 21, у део зграде бивше Грађанске школе која је била поприлично руинирана. Музеј спада у категорију градских установа комплексног карактера. Део школског простора је адаптиран за сталну поставку.
Од 2006. године музеј је у саставу Културног центра Бачке Паланке. Његови запослени били су дип. археолог Ливија Пап и дипл. археолог Зорица Џајић. Музејски фонд данас чини 8 000 предмета похрањених у археолошкој, палеонтолошкој, нумизматичкој, етнолошкој, историјској и ликовној збирци. У сталној поставци Музејске јединице налазе се предмети из њене музејске палеонтолошке, археолошке и нумизматичке збирке.

## Експонати
Најстарији експонати су предмети из фонда Музеја који приказују периоде праисторије, антике и средњег века. Предмети поставке хронолошки презентују прошлост општине Бачке Паланке од периода миоцена до краја XVI века. У палеонтолошкој поставци приказани су делови скелета животиња које су некада живеле на територији данашње Војводине. Најстарији експонати палеонтолошке поставке су отисци шкољки у камену, карбонизирани остаци шкољки, зуби претка ајкуле и скелет мамута. Праисторијски материјал такође чине коштана шила, камене секире, тегови од печене земље, неолитски жртвеник, антропоморфне фигурине и праисторијска керамика. 
Римски одељак садржи римски новац, накит, уљане лампе и фрагменти керамике. Средњовековни материјал чине: новац, накит, оруђе, оружје, украси коњске опреме и керамика.

### Значајнији експонати
Музеј се може похвалити изузетним експонатима из различитих поставки:
- камено топовско ђуле (са почетка 19. века) пронађено у атару у околини Бачке Паланке
- неолитски жртвеник, коришћен у верске сврхе и за обреде
- барокна икона Богородице са Христом, поклон Лазара Пејака из Силбаша, која је првобитно била православна, али су је трансформисали у католичку икону, да би је спасили од уништења за време владавине Марије Терезије
- Трајанов новчић (98. до 117. године), врло живописно украшен
- римска фибула, брош за закопчавање одеће
- фигурина римске богиње, веома добро очувана скулптура која приказује моду периода у којем је направљена
- алански мач, Гладијус (касна антика)
- орден Светог Саве петог реда за просвету, додељен Карлу Вортнеру, првом и једином Немцу који је радио као учитељ у Бачкој Паланци
- зуби праисторијске ајкуле - Мегалодона

### Библиотека
Музејска јединица поседује библиотеку у којој је похрањено преко 2 000 различитих публикација. Обележавању међународне манифестације Ноћ музеја прикључује се 2010. године. Током периода од 2014. до 2017. у њој се поново одржавају тематске изложбе домаћих и гостујућих аутора везане за прошлост Бачке Паланке и Србије.

## Модернизација
С обзиром на то да је дигитализација Музеја у току, планира се његово свечано отварање, након формирања поставки и завршетка радова.
Стручњаци Покрајинског завода за заштиту споменика културе су 12.3.2020. у Музеју извршили увид у предмете којима Музеј располаже и у простор самог објекта. Утврдили су на лицу места да објекат има стопу културног добра те су га евидентирали као добро које ужива претходну заштиту Закона о културним добрима (ЗКД).